# Резня в Солхане и Тадарьяте
4 и 5 июня 2021 года повстанцы напали на сёла Солхан и Тадарьят в провинции Яга в Буркина-Фасо. В результате массовых убийств погибли по меньшей мере 174 человека. Повстанцы постоянно атакуют область Сахель, вдоль границы с Мали после захвата части Мали исламистами в 2013 году.

## Нападения
Вечером 4 июня 2021 года в селе Тадарьят, расположенном 150 км севернее Солхана, злоумышленники совершили также рейды на мотоциклах и лошадях.
Несколькими часами позже, ранним утра 5 июня, повстанцы напали на деревню Солхан в Буркина-Фасо, убив по меньшей мере 160 человек, в том числе 20 детей, и ранили 40 человек. Около двух часов ночи злоумышленники примерно на 20 мотоциклах сначала атаковали «добровольцев защиты отечества» (ДЗО), прежде чем сжечь жилые дома и рынок. Также была атакована соседняя шахта — Солхан, центр добычи золота. Злоумышленники скрылись на рассвете, за 3 часа до прибытия в село полицейских. Выехав из деревни, злоумышленники оставили несколько самодельных взрывных устройств на дорогах, ведущих к селу. Они были обезврежены сапёрами армии Буркина-Фасо в течение следующих дней.
Нападения стали самыми смертоносными в Буркина-Фасо за последние пять лет. Многие уцелевшие бежали в Себбе, столицу провинции Яга, за 15 км от Солхана. Погибших в Солхане местные жители похоронили в трёх братских могилах.

## Ответ
Правительство обвинило в нападении террористов, однако ни одна группировка не взяла ответственности за резню. Президент Буркина-Фасо Рок Каборе выразил сожаление по поводу нападения. Каборе отменил запланированную поездку в Ломе, столицу Того.
Правительство объявило трёхдневный траур. Некоторые местные женщины 7 июня 2021 г. в знак уважения к убитым надели белые одежды. Национальная полиция в ответ на массовые убийства и в ожидании дальнейших атак передислоцировала подразделения.
Антониу Гутерриш, генеральный секретарь ООН, располагающей тысячами миротворцев в стране, заявил, что был возмущён нападениями. Папа Франциск вспомнил о резне в Солхане в своих молитвах, заявив, что Африка нуждается в мире, а не насилии.